# Distrito electoral de Hubbard (condado de Dakota, Nebraska)
Hubbard (en inglés: Hubbard Precinct) es un distrito electoral ubicado en el condado de Dakota en el estado estadounidense de Nebraska. En el Censo de 2010 tenía una población de 538 habitantes y una densidad poblacional de 5,21 personas por km².

## Geografía
Hubbard se encuentra ubicado en las coordenadas 42°22′57″N 96°36′57″O / 42.38250, -96.61583. Según la Oficina del Censo de los Estados Unidos, Hubbard tiene una superficie total de 103.29 km², de la cual 103.2 km² corresponden a tierra firme y (0.08%) 0.09 km² es agua.

## Demografía
Según el censo de 2010, había 538 personas residiendo en Hubbard. La densidad de población era de 5,21 hab./km². De los 538 habitantes, Hubbard estaba compuesto por el 94.61% blancos, el 0.19% eran afroamericanos, el 0% eran amerindios, el 0.93% eran asiáticos, el 1.12% eran isleños del Pacífico, el 2.97% eran de otras razas y el 0.19% pertenecían a dos o más razas. Del total de la población el 5.58% eran hispanos o latinos de cualquier raza.